# Pinar del Río (provincie)
Pinar del Río je nejzápadnější provincie Kuby, hlavním městem je Pinar del Río. V okolí města se pěstuje především tabák. Nejzápadnější část provincie je tvořena poloostrovem Guanahacabibes, který je jedním z kubánských národních parků a biosférickou rezervací. Rozkládá se zde pohoří Guaniguanico, jehož součástí je i Údolí Viñales (zapsáno na seznamu světového kulturního dědictví UNESCO). Atraktivní místa pro trávení dovolené: město Viñales, pláž Maria la Gorda, ostrůvek Levisa, botanická zahrada Soroa.